# Gerhard Dorn
Gerhard Dorn of Gerardus Dorneus (gelatiniseerd) (Mechelen, ong. 1530 – Frankfurt, ong. 1584) was een Zuid-Nederlands filosoof, vertaler, alchemist, arts en bibliofiel.
Van Dorn is geweten dat hij ca. 1530 geboren werd in Mechelen, dat nu een gemeente is in de provincie Antwerpen. Hij studeerde bij Adam von Bodenstein, aan wie hij zijn eerste boek ook opdroeg, en begon te publiceren omstreeks 1565. Hij maakte gebruik van John Dees persoonlijke symbool, de Monas Hieroglyphica op de titelpagina van zijn 'Chymisticum artificium'.
Samen met von Bodenstein redde hij veel van de geschriften van Paracelsus en drukte ze voor de eerste keer. Hij vertaalde er veel van in het Latijn voor de Bazelse uitgever Peter Petra, woonde eerst zelf in Bazel in de jaren volgend op 1570, en in de eerste jaren na 1580 in Frankfurt. Daar stierf hij toen hij ongeveer 55 jaar oud was.
Dorns geschriften trokken later de aandacht van de Zwitserse psycholoog Carl Gustav Jung. In 1928 nam Jung Dorns boeken mee naar India en hij zou in zijn werk Gerhard Dorn vaak citeren als een van zijn bronnen over alchemie.

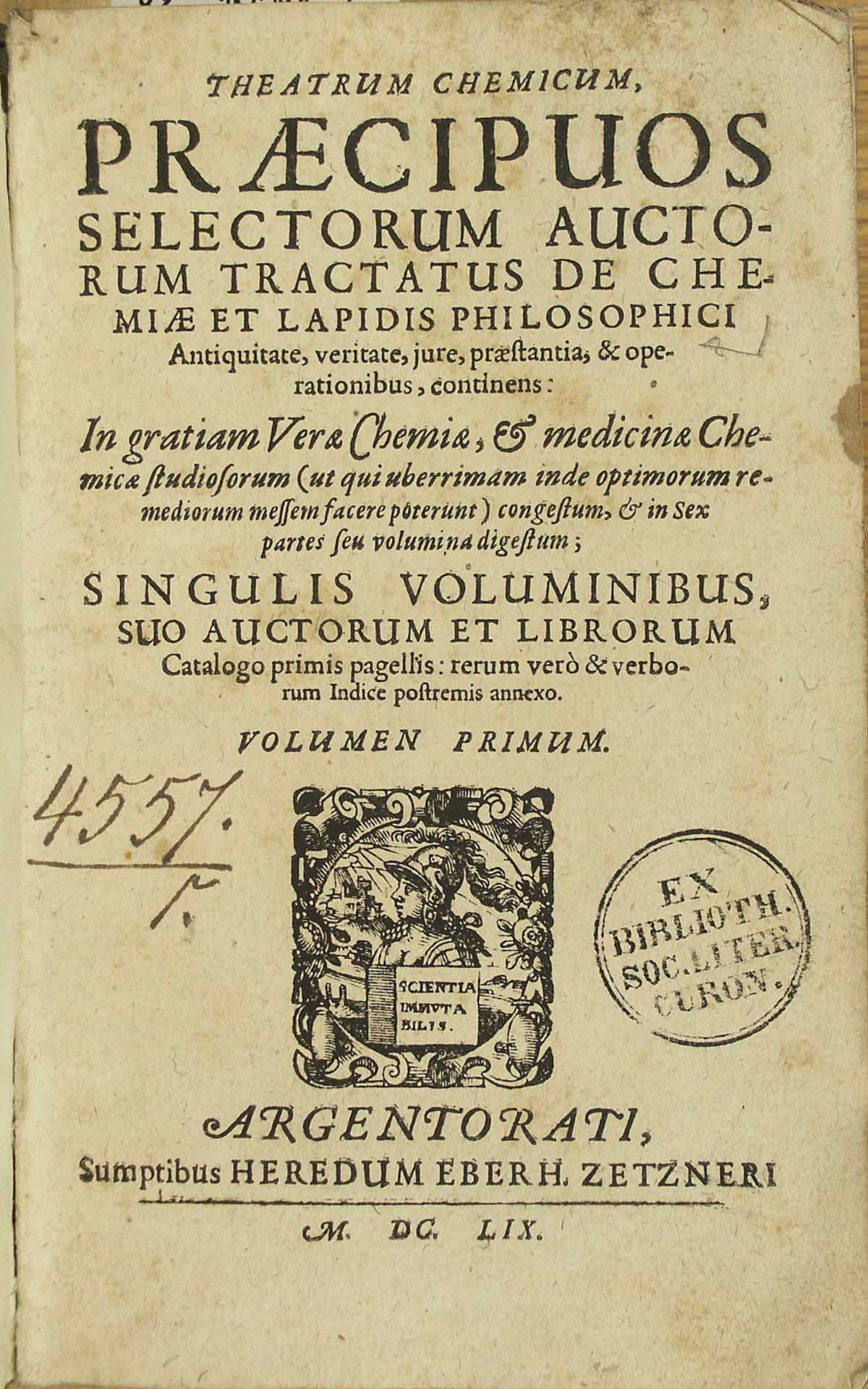
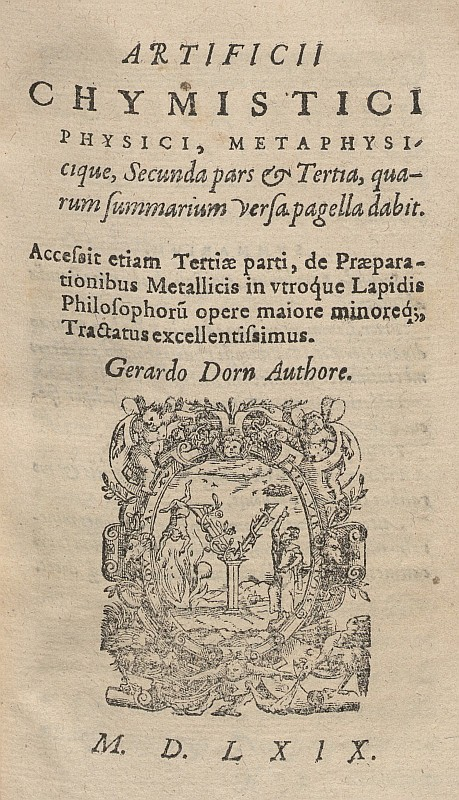